# Glutammina N-aciltransferasi
La glutammina N-aciltransferasi è un enzima appartenente alla classe delle transferasi, che catalizza la seguente reazione:
acil-CoA + L-glutammina ⇄ CoA + N-acil-L-glutammina
Possono agire da donatori sia il fenilacetil-CoA sia l'(indol-3-il)acetil-CoA, ma non il benzoil-CoA. L'enzima  si differenzia sia dalla glicina N-aciltransferasi (numero EC 2.3.1.13) sia dalla glicina N-benzoiltransferasi (numero EC 2.3.1.71).